# Elferkofel
Der 3092 m s.l.m. hohe Elferkofel oder kurz Elfer (italienisch Cima Undici) ist mit seinem Südgipfel der höchste Gipfel der nach ihm benannten Elfergruppe in den Sextner Dolomiten. Der Berg befindet sich auf der Grenze zwischen Südtirol und der Provinz Belluno, der in Südtirol befindliche Teil gehört zum Naturpark Drei Zinnen. Der Nordgipfel überschreitet mit 3081 m s.l.m. ebenfalls noch die Dreitausendergrenze.
Südlich steht noch der Elferturm (2820 m s.l.m.). Der Elfer ist ein Teil der Sextner Sonnenuhr, die der Bevölkerung Sextens recht verlässlich die Bestimmung der Tageszeit anhand des Sonnenstandes erlaubt(e).
Zur Gebirgsgruppe, dem Elfermassiv, gehören unter anderem auch noch die nördlich vorgelagerte Sextner Rotwand, der Zsigmondykopf, die Hochbrunner Schneid sowie Monte Giralba di Sopra und Monte Giralba di Sotto. Das Elfermassiv ist die einzige Gebirgsgruppe der Sextner Dolomiten, an der sich mehrere kleine Gletscherreste halten konnten.

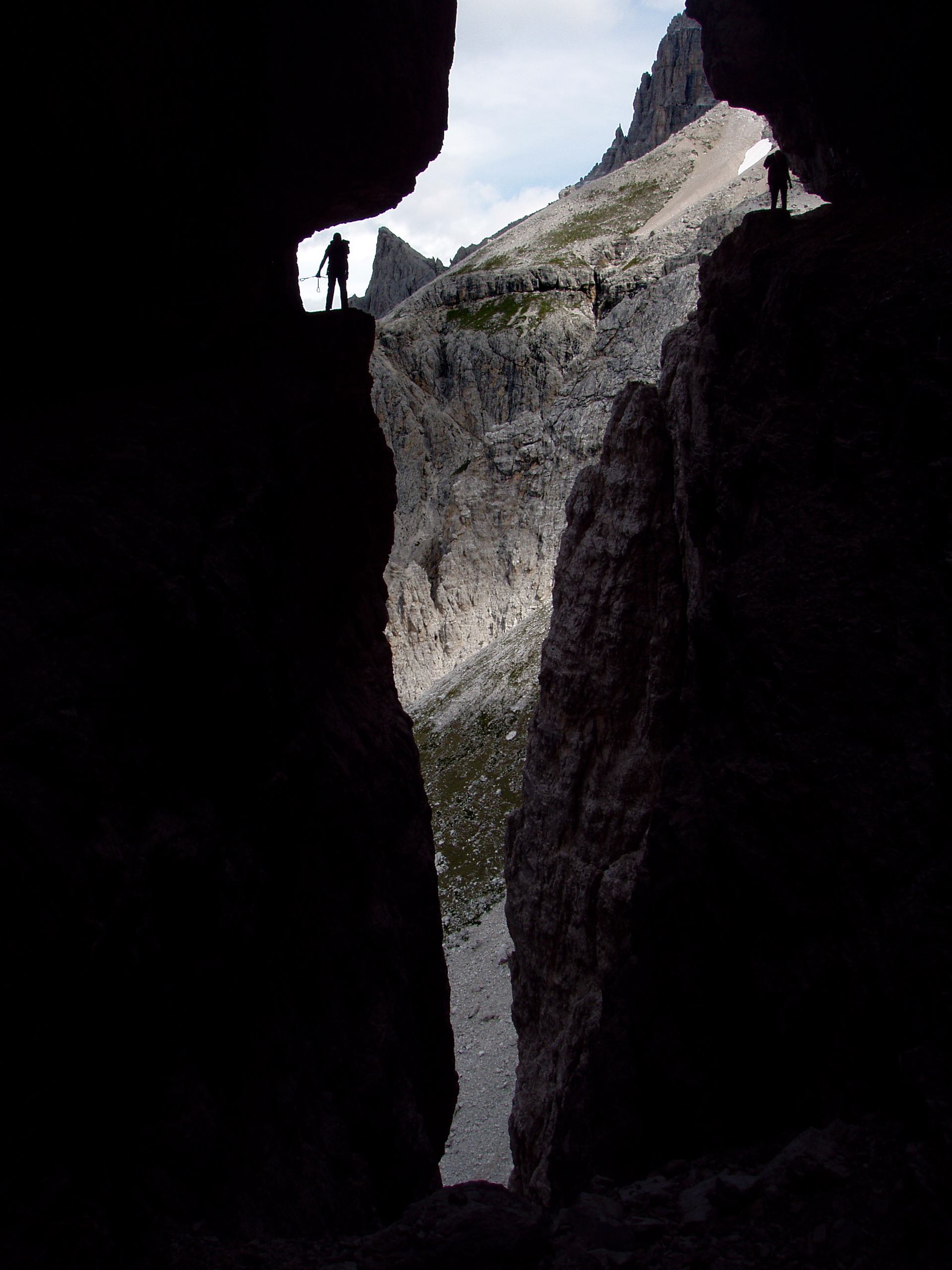
An der »Fotografierstelle« des Alpinisteigs

Die Erstbesteigung des Südgipfels des Elferkofels gelang 1878 dem Dolomitenführer Michel Innerkofler aus Sexten. Sein Bruder Hans Innerkofler und Baron Roland von Eötvös blieben unterhalb des Gipfels zurück.
Vielerorts findet man Reste der im Ersten Weltkrieg angelegten militärischen Stellungen. Unterschlüpfe, Maschinengewehrnester, Reste alter Holzleitern, Verbauungen und Relikte aus Stacheldraht begegnen dem Bergsteiger und Höhenwanderer auch heute noch an vielen Stellen, z. B. in der Umgebung der Elferscharte. Die dortige italienische Stellung wurde von den Alpini über eine in die Felsbänder gesprengte Steiganlage versorgt. Heute führt über diese Trasse der unter Klettersteiggehern sehr beliebte Alpinisteig (Strada degli Alpini). Trittsichere, schwindelfreie und entsprechend ausgerüstete Bergsteiger können über diesen Eisenweg ohne großen Höhenunterschied entlang der Westseite des Massivs vom Giralbajoch zur Elferscharte und von dort ostwärts zur Sentinellascharte den Spuren der Alpini folgen.